# 태안 김씨
태안 김씨(泰安金氏)는 충청남도 태안군을 본관으로 하는 한국의 성씨다. 귀화인(북방계인지 일본계인지는 적혀있지 않음) 김윤적(金允積)을 시조로 하는 태안 김씨와는 별개다.
시조 김복흥(金復興)은 김알지의 후손으로 전해진다.

## 참고 자료
- “태안김씨(泰安金氏)”. 뿌리를 찾아서.[깨진 링크(과거 내용 찾기)]